# Achelia shepherdi
Achelia shepherdi is een zeespin uit de familie Ammotheidae. De soort behoort tot het geslacht Achelia. Achelia shepherdi werd in 1973 voor het eerst wetenschappelijk beschreven door Stock. 